# Edgar P. Jacobs
Edgar P. Jacobs (Brussel, 30 maart 1904 – Lasne-Chapelle-Saint-Lambert, 20 februari 1987) was een Belgisch striptekenaar. Hij is bekend van de sciencefictionstrip Le Rayon U (in het Nederlands De «U» straal), de stripreeks Blake en Mortimer en zijn medewerking aan de De avonturen van Kuifje van Hergé. Jacobs wordt beschouwd als een van de beste en meest invloedrijke Europese striptekenaars uit de twintigste eeuw. Zijn strips worden hoog aangeprezen op het vlak van scenario en tekenwerk. Hij publiceerde als Edgar P. Jacobs. Zijn volledige naam is Edgar Félix Pierre Jacobs.

## Stijl
Jacobs was een van de grondleggers van het realistische stripboek. Zijn stripboeken kenmerkten zich door ingewikkelde plots, gewelddadige actiescènes en een zeer realistische en gedetailleerde tekenstijl. Deze elementen zijn nu gebruikelijk in stripverhalen, maar waren in de jaren vijftig, bij het verschijnen van de boeken, vernieuwend.
Veel van zijn verhalen beginnen als een detectiveverhaal en hebben naar het einde toe een futuristische ontknoping. Door een zeer uitgebreide pseudowetenschappelijke uitleg en het gebrek aan humor neemt de lezer deze ontknoping vaak serieus. Doordat veel verhalen midden in een actie beginnen, is de lezer vanaf het begin gegrepen door de spanning.
Wat betreft tekenstijl en inkleuring heeft Jacobs invloed op de stripgeschiedenis gehad. Zijn tekenstijl staat bekend als de Jacobs-stijl. Net als Hergé tekende hij in de zogenaamde klarelijnstijl; een tekenstijl waarbij met zo weinig mogelijk lijnen en nauwelijks plasticiteit een voorstelling wordt getekend. Terwijl Hergé koos voor cartooneske personages tegen een realistische achtergrond, tekende Jacobs alles realistisch. Voor de kadering en enscenering liet Jacobs zich inspireren door speelfilms. Zijn plaatjes zijn getekend als camerashots van een film.
Terwijl in de jaren vijftig veel strips in zwart-wit werden uitgebracht, koos Jacobs voor een zeer originele manier van inkleuren, die sindsdien ontelbare malen is nagedaan. Om de spanning te vergroten, gaf Jacobs de plaatjes waarin sleutelmomenten uit het verhaal plaatsvonden, een andere niet realistische kleur dan de andere plaatjes. Ook liet hij in sommige actiescènes bewust de achtergrond weg, om meer duidelijkheid te verschaffen en verving deze door een effen kleur. Soms gaf hij voorwerpen op de voorgrond een onrealistische kleur die complementair was aan de achtergrond, waardoor er meer diepte ontstond.

## Carrière

### Jeugd
Jacobs werd op 30 maart 1904 in Brussel geboren en toonde al op jonge leeftijd een interesse in tekenen. Eind 1917, hij was toen 13 jaar, werd zijn artistieke toekomst een tweede keer beïnvloed door een voor hem uitzonderlijke gebeurtenis: hij ontdekte een passie voor de opera tijdens een voorstelling in het Brusselse Théâtre des Galleries van Faust van Charles Gounod.  Als 17-jarige werd hij in 1922 aangeworven als figurant door de Opera van De Munt. Eerst als gewoon lid van de groep figuranten (in Guillaume Tell van Gioacchino Rossini), maar vrij snel wordt hij opgemerkt en aangeduid voor meer "intelligente figuratie".
In 1919 volgde hij een opleiding tot kunstschilder aan de Academie voor Schone Kunsten in Brussel, die hij in het begin van het tweede jaar afbrak. Jacobs kon er zijn draai niet vinden en begon uiteindelijk een opleiding als sieradenontwerper.
Op 25 augustus 1922, tijdens de zomersluiting van de Opera van de Munt, ondertekende Jacobs zijn eerste contract als koorlid kleine rollen. Deze revue, een gastvoorstelling aangekondigd als La Revue du Casino de Paris, werd opgevoerd in het Alhambra-theater te Brussel. Gedurende deze hele periode bleef Jacobs overdag tekenen. Hij werd aangeworven door Les Grands Magasins de la Bourse, waarvoor hij publiciteitstekeningen voor catalogi gaat verzorgen. Tijdens het operaseizoen herneemt Jacobs zijn activiteiten als figurant bij De Munt.
Na zijn legerdienst in Duitsland besloot Jacobs een opleiding tot operazanger te volgen, aangemoedigd door prominente figuren bij De Munt. Aanvankelijk volgde hij de cursus zang aan het Koninklijk Conservatorium te Brussel, maar die bleek niet te combineren met zijn beroepsactiviteiten als tekenaar. Jacobs schreef zich daarom in voor de cursussen van de muziekschool te Etterbeek, waar hij bij het beëindigen van zijn studies in 1929 de 'Eerste prijs met uitmuntendheid', met unanimiteit van de jury behaalde en daarvoor een medaille van de Belgische regering ontvangt. Jacobs solliciteerde daarop bij De Munt als solo-zanger, maar werd slechts aangenomen als koorlid. Doordat zijn zangdiploma uitgereikt werd door een muziekschool en niet door een conservatorium, slaagde Jacobs er ook het volgend jaar niet in zich als solist door De Munt te laten engageren. Uiteindelijk vond hij onderdak bij de Opéra de Lille, waar hij twee seizoenen bleef.
Met het uitbreken van Tweede Wereldoorlog kwam er een einde aan zijn operacarrière. De Duitse bezetting maakte reizen van België naar Frankrijk heel moeilijk en alle subsidies aan de opera werden stopgezet. Om in zijn levensbehoefte te voorzien, viel Jacobs terug op zijn oude jeugdliefde het tekenen.

### Vroege stripcarrière
In 1940 begon Jacobs te werken als reclametekenaar en illustrator. Zo tekende hij advertenties voor kleding van een modehuis, kaften van pulpromans en maakte hij filmposters. In 1942 kreeg hij een baan bij het tijdschrift Bravo! Hierin werden korte verhalen gepubliceerd, die door Jacobs werden geïllustreerd. In dit blad werd de feuilletonstrip Flash Gordon gepubliceerd. Een jaar na zijn komst werd deze strip door de nazibezetting stopgezet omdat er geen Amerikaanse strips meer gepubliceerd mochten worden. Jacobs zette de strip voort, maar kreeg na een aantal weken eveneens een verschijningsverbod opgelegd.
Tijdens de Tweede Wereldoorlog publiceerde Jacobs covertekeningen in het weekblad ABC ondanks de nazi-censuur en ondertekende zijn publicaties met "Ed. Jackson", "Ed. Jac" of gewoonweg "Jackson".
Hij begon daarop een eigen sciencefictionstrip, De «U» straal , met veel Flash Gordon-achtige elementen. Iedere week verschenen er twee pagina's over een expeditie op een verre planeet. De strip werd een enorm succes en wordt gezien als een klassieker in de stripgeschiedenis. Veel mensen beschouwen De «U» straal  als een soort voorstudie voor Blake en Mortimer.

### Samenwerking met Hergé
Het succes van De «U» straal  trok de aandacht van Hergé en deze huurde Jacobs in. Hergé had in de jaren dertig een reeks strips uitgebracht in kranten en tijdschriften. De al uitgebrachte Kuifjealbums moesten van uitgever Casterman worden teruggebracht tot 62 pagina's, ingekleurd worden en voorzien worden van een achtergrond. Hergé, die al zeven dagen in de week van 's morgens vroeg tot 's avonds laat aan zijn strips werkte, voelde zich voor het eerst gedwongen medewerkers aan te nemen. Op 9 februari 1942 vroeg hij Jacobs zijn belangrijkste assistent te worden. Ze hadden elkaar een jaar eerder leren kennen via hun gemeenschappelijke vriend Jacques Van Melkebeke. Jacobs was er niet op tegen, maar had nog een verplichting lopen bij Bravo!, waarvoor hij had toegezegd een zelf bedachte strip te maken. Toen die enkele maanden later af was, begon hij met het assisteren van Hergé.
Jacobs had grote interesse in architectuur, kostuums, oude beschavingen en verre culturen, en juist deze achtergrond leende zich perfect voor de aankleding van Kuifjestripboeken. Tussen 1944 en 1947 verzorgde hij de achtergronden en inkleuringen van tien Kuifjealbums (Kuifje in Afrika tot en met De geheimzinnige ster). Jacobs werkte ook mee aan twee nieuwe Kuifjealbums: De Zeven Kristallen Bollen en De Zonnetempel. Zijn invloed is in beide albums goed zichtbaar: zo begint het verhaal met een detectiveplot en krijgt het gaandeweg een bovennatuurlijke ontknoping. Ook typerend voor Jacobs is de fascinatie voor archeologie en oude beschavingen, in dit geval die van de Inca's.
Jacobs en Hergé begonnen aan een politieverhaal dat zich in Shanghai voltrekt. Ze hadden zelfs nog plannen voor twee andere verhalen. Ze ondertekenden met hun gezamenlijk nieuw pseudoniem Olav. Na negen tekeningen, ofwel één plaat, stopten ze ermee.

### Blake en Mortimer
Vanaf september 1946 kreeg Hergé een eigen weekblad rondom de figuur Kuifje. Het bevatte iedere week twee pagina's van het nieuwste Kuifje-verhaal, alsmede een reeks andere verhalen en advertenties. Om het blad te vullen vroeg Hergé aan Jacobs of hij een feuilleton wilde publiceren. Jacobs bedacht een futuristische strip over een professor en een geheim agent die vochten in een derde wereldoorlog. Hiermee was de geboorte van Blake en Mortimer een feit. Hoewel de strip is vernoemd naar beide hoofdpersonen, is professor Philip Mortimer de belangrijkste hoofdpersoon. Het is Mortimer die vaak in moeilijke situaties belandt, waarna hij hulp krijgt van zijn vriend, kapitein Francis Blake. Hun eeuwige vijand is kolonel Olrik, wiens uiterlijk is gebaseerd op dat van Edgar P. Jacobs. De verhalen spelen zich af in de jaren dat de strip getekend werd.
Jacobs wilde in het vervolg de Kuifje-albums medeondertekenen, iets wat Hergé weigerde. Dat betekende het einde van hun professionele samenwerking aan de Kuifje-verhalen. Vanaf Kuifje en het Zwarte Goud uit 1950 zou Bob De Moor de eerste assistent van Hergé zijn. Ondanks hun beëindigde samenwerking bleven Jacobs en Hergé goede vrienden en de feuilletonstrips van Blake en Mortimer, in het weekblad Kuifje, werden gewoon voortgezet.
Het eerste verhaal van Blake en Mortimer, Het Geheim van de Zwaardvis, verscheen tussen 1946 en 1949 en speelde zich af in een fictieve oorlog die was gemodelleerd naar de Tweede Wereldoorlog. In het tweede verhaal Het Mysterie van de Grote Piramide (1951-1952) werd een archeologisch avontuur verteld.
Het was echter het derde verhaal dat Jacobs in een klap wereldberoemd maakte. Het Gele Teken (1953-1954), een detectiveverhaal over een mysterieuze meesterdief die Londen terroriseert, zorgde voor een enorme hype in België. Overal in Brussel verschenen afbeeldingen van Het Gele Teken en vrijwel iedere week waren alle exemplaren van het weekblad Kuifje meteen uitverkocht. Toen Het Gele Teken in 1956 in boekvorm werd uitgegeven, brak het alle verkooprecords.
Het enorme succes zorgde ervoor dat vele andere striptekenaars op een soortgelijke manier gingen tekenen, waardoor er een soort aardverschuiving in de stripcultuur ontstond. De Europese strips werden realistischer, gewelddadiger en dynamischer getekend. De plots werden ingewikkelder, de kleuren expressiever en de achtergronden gedetailleerder. Ook gingen futuristische en bovennatuurlijke elementen een rol spelen.
Jacobs tekende gretig door met nieuwe Blake en Mortimer-avonturen als Het Raadsel van Atlantis (1956-1958), S.O.S. Meteoren (1959-1961), De Valstrik (1962-1963) en Het Halssnoer van de Koningin (1965-1967). In deze strips perfectioneerde hij dezelfde stijl die hij in Het Gele Teken had geïntroduceerd. Vrijwel alle strips groeiden uit tot klassiekers.

### Nadagen van zijn carrière
In de nadagen van zijn carrière begon Jacobs' productiviteit steeds meer af te nemen. De tekenaar vond het steeds moeilijker om nieuwe avonturen te bedenken en omdat hij ieder album beter wilde tekenen dan het vorige, begon hij steeds perfectionistischer te werken. Jacobs schetste eindeloos lang, herschreef verhalen eindeloos vaak en experimenteerde soms dagenlang om de juiste inkleuring te bedenken.
Door zijn enorme perfectionisme publiceerde hij de laatste twintig jaar van zijn leven nog maar twee albums. In 1973 herschreef en hertekende hij De «U» straal , zodat ook dat verhaal in boekvorm kon worden uitgegeven. In 1976 publiceerde hij het eerste deel van het tweeluik De 3 Formules van Professor Satô. Dit was zijn enige stripverhaal dat niet in feuilletonreeks werd uitgegeven. Jacobs begon te werken aan een tweede deel over professor Satô, maar door gezondheidsredenen kon hij dit niet voltooien. Het album bleef steken bij een manuscript en een reeks schetsen.
In 1981 publiceerde Jacobs zijn autobiografie Un opéra de papier en maakte hij plannen voor een verfilming van Het Gele Teken. Hij overleed in 1987 op bijna 83-jarige leeftijd.

### Na Jacobs' dood
In tegenstelling tot Hergé met Kuifje, had Jacobs er geen problemen mee dat zijn strips na zijn dood zou worden voortgezet. In 1990 voltooide Bob De Moor het laatste deel van De 3 formules van professor Sato. Dit album werd slecht ontvangen door de critici en was geen succes.
Even leek het erop dat de reeks zou uitsterven, maar in 1996 maakte het stripduo Jean Van Hamme en Ted Benoit een nieuw album: De Zaak Francis Blake. Dit werd een enorm succes en zorgde voor een hernieuwde belangstelling voor de oude stripboeken van Jacobs.
In 1997 werden de avonturen van Blake en Mortimer ook een 13-delige animatiereeks. De bestaande verhalen werden bewerkt voor afleveringen van 50 minuten. Naast de bestaande boeken (tot en met De affaire Francis Blake) werden er ook nieuwe verhalen voor animatie geschreven. De titels zijn: De erfenis van de Viking, De poort der Druïden, Het testament van de alchemist en Het geheim van Paaseiland. De nieuwe interesse deed verschillende teams van tekenaars en scenaristen de reeks voortzetten.

## Wetenswaardigheden
- Jacobs is in enkele albums van Kuifje te zien als cameo, meestal te herkennen aan zijn vlinderdas. In het eerste prentje van Kuifje in Afrika staat hij samen met Hergé, Jacques Van Melkebeke en Quick en Flupke klaar om Kuifje uit te zwaaien. In De sigaren van de farao staat hij op de cover en binnenin is hij te zien als een van de wetenschappers die gemummificeerd zijn. Hij heet daar E.P. Jacobini. Jacobini komt ook voor in het January Jones-album De Schatten van Koning Salomo. In Hergés De scepter van Ottokar staat Jacobs samen met Hergé in uniform te kijken wanneer Kuifje door paleiswachters de zaal wordt uitgeleid, waar zonet Bianca Castafiore stond op te treden. Hij zit ook achter koning Muskar XII en zijn koningin als ze gezamenlijk luisteren naar een recital van Castafiore. Hij is eveneens aanwezig als Kuifje een hoge onderscheiding van koning Muskar XII krijgt. In Raket naar de maan is hij een van de raketbasismedewerkers, die verbaasd omkijkt als een woedende professor Zonnebloem passeert.
- Het Gele Teken is het bekendste album van Blake en Mortimer en wordt door stripkenners vaak genoemd als een van de invloedrijkste stripalbums ooit. Het werd in de jaren negentig door Belgische striplezers verkozen tot Stripalbum van de eeuw.
- Jacobs wordt gezien als een van de belangrijkste striptekenaars in Europa en België. Hij is een van de pioniers van het Belgisch stripverhaal wiens oeuvre deel uitmaakt van het Uitstalraam van de Verbeelding in het Belgisch Centrum Voor Het Beeldverhaal, oftewel het Belgisch stripmuseum.
- In 2005 werd hij genomineerd voor de titel van De Grootste Belg. In de Waalse versie van de wedstrijd eindigde hij op de 98ste plaats. In de Vlaamse versie viel hij buiten de officiële nominatielijst op nr. 158.

- Biblioteca Nacional de España: XX887981
- Bibliothèque nationale de France: cb11908394s (data)
- Catàleg d'autoritats de noms i títols de Catalunya: 981058511984406706
- Gemeinsame Normdatei: 120049562
- International Standard Name Identifier: 0000 0001 2125 8033
- Library of Congress Control Number: n82150609
- MusicBrainz: 71a75cd1-b88b-468c-ac85-f57ff5ab2190
- Nationale Bibliotheek van Israël: 987012289411005171
- Nederlandse Thesaurus van Auteursnamen: 067991068
- RKD-Nederlands Instituut voor Kunstgeschiedenis: 41335
- LIBRIS: 191352
- Système universitaire de documentation: 026932792
- Trove: 1501891
- Virtual International Authority File: 29535650
- WorldCat: E39PBJfh3J6GyyrkBdpbmMWFKd